# Deutsche Zeitung in Norwegen
"Deutsche Zeitung in Norwegen" a fost un cotidian publicat în Norvegia între 20 mai 1940 și 8 mai 1945, în decursul ocupației germane. "Deutsche Zeitung in Norwegen" a fost principala publicație a regimului nazist în Norvegia.